# Varjas község
Varjas község (románul: Comuna Variaș) község Temes megyében, Romániában. Központja Varjas, beosztott falvai Kisszentpéter, Kétfél.

## Népessége
A 2011-es népszámlálás adatai alapján a község népessége 5682 fő volt.